# Capacitisme
Le capacitisme ou validisme est un système de valeurs sociales faisant de la personne dite « valide », sans handicap, la norme sociale. Au sein d'une société se conformant à une telle norme peuvent dès lors se développer des jugements dévalorisants à l'encontre des personnes vivant un handicap tels que paraplégie, tétraplégie, amputation, malformation mais aussi un trouble dys (dyspraxie, dyslexie, dysgraphie, dyscalculie, dysorthographie, etc.), une schizophrénie, des troubles psychiques, de l'autisme, une trisomie 21, etc.
Les personnes non conformes à une telle norme peuvent ainsi se voir et se sentir discriminées, voire l'être de facto. Par un phénomène de comparaison sociale au groupe intégrant la norme valorisée, les personnes vivant un handicap peuvent se sentir inférieure, réduites, et comme ayant moins de valeur dans la société en tant qu'individu. De même les personnes correspondant à la norme peuvent développer des préjugés réducteurs contre les personnes vivant un handicap.
La Convention relative aux droits des personnes handicapées définit l'absence d'accommodement raisonnable en faveur de personnes non valides comme une discrimination fondée sur le handicap.

## Étymologie
Le capacitisme et le validisme sont deux traductions du début des années 2000, dans l'espace francophone, du terme en anglais ableism, ce dernier étant « apparu dans les années 1970-1980 aux États-Unis, dans le sillage des disability studies et des mouvements féministes, afin de désigner une dichotomie hiérarchisée entre abled et disabled people et un système oppressif. »
Apparu aussi en parallèle avec les mouvements pour la défense des droits civiques au Royaume-Uni des années 1970[réf. souhaitée].
Ce mot, calqué sur « racisme » et « sexisme », a évolué.
Le terme capacitisme s'inscrit dans le contexte canadien, et dans celui des mouvements handi-féministes. Le terme validisme s'emploie principalement en Europe francophone et dans l'espace militant français concernant le rapport entre le handicap et le travail.
Par ailleurs, le capacitisme est souvent rapproché du concept d'handiphobie.
La psychophobie est une forme de validisme qui concerne les personnes handicapées mentales ou neuroatypiques, et les personnes handicapées psychologiquement ou psychoatypiques (voir Neurodiversité).

## Définitions
L'Encyclopedia of Disability définit le capacitisme comme suit :

« Le terme de capacitisme décrit des préjugés et des comportements discriminatoires à l'encontre des personnes ayant une incapacité. Les définitions du capacitisme dépendent de la compréhension que l'on a de la capacité normale et des droits et avantages accordés aux personnes réputées normales. Certaines personnes pensent que c'est le capacitisme qui empêche les personnes ayant une incapacité de participer au tissu social de leurs communautés plutôt que des incapacités physiques, mentales ou émotionnelles. Le capacitisme comprend les attitudes et les comportements des personnes, des communautés et des institutions ainsi que des environnements physiques et sociaux. »

Le manifeste du Collectif Luttes et handicaps pour l'égalité et l'émancipation (CLHEE) définit le validisme comme suit :

« Le validisme se caractérise par la conviction de la part des personnes valides que leur absence de handicap et/ou leur bonne santé leur confère une position plus enviable et même supérieure à celle des personnes handicapées.
Il associe automatiquement la bonne santé et/ou l'absence de handicap à des valeurs positives telles que la liberté, la chance, l'épanouissement, le bonheur, la perfection physique, la beauté.
Par opposition, il assimile systématiquement le handicap et/ou la maladie à une triste et misérable condition, marquée entre autres par la limitation et la dépendance, la malchance, la souffrance physique et morale, la difformité et la laideur.
Le validisme suppose que la plupart des personnes handicapées se consument dans la plainte, l'aigreur, la frustration ou le regret de ne pas être valides.
Il se traduit par des discours, actions ou pratiques paternalistes, condescendants et dénigrants à l'égard des personnes handicapées, qui les infériorisent, leur nient toute possibilité d'être satisfaites de leur existence et leur refusent le droit de prendre en main leur propre vie. »

Se référant à des travaux antérieurs, Fiona A. Kumari Campbell, maître de conférences en études sur le handicap à l'université Griffith de Brisbane (Queensland, Australie) confirme que le concept de validisme n'est pas clairement défini dans la littérature et qu'il a « une spécificité définitionnelle ou conceptuelle limitée ». Elle définit le validisme comme :

« Un réseau de croyances, de processus et de pratiques qui produit un type particulier de soi et de corps (norme physique), et le projette comme parfait, spécifique à l'espèce, et donc essentiel et complètement humain. Le handicap est alors un état inférieur de l'être humain. »

D'autres définitions du validisme, comme celle de Vera Chouinard (professeur de géographie à l'université McMaster de Hamilton (Ontario, Canada) la définissent comme « des idées, des pratiques, des institutions et des relations sociales qui, à partir de personnes non handicapées, ont construit les personnes handicapées comme des personnes marginalisées et largement invisibles ». Ron Amundson (professeur de philosophie à l'université de Hawaiʻi à Hilo) et Gayle Taira définissent le validisme comme « une doctrine qui traite à tort les déficiences comme inhérentes et naturellement horribles, et qui rend les déficiences elles-mêmes responsables des problèmes rencontrés par les personnes qui en sont atteintes ».
Harpur (chercheur à l'université Griffith) soutient que le terme « validisme » est une étiquette puissante, capable de provoquer un changement de sens dans l'utilisation des stéréotypes négatifs et de faciliter le changement culturel en concentrant l'attention sur le discriminateur (plutôt que sur la victime ou le handicap).
La discrimination à l'égard des personnes handicapées est également appelée « capacitisme ». Gregor Wolbring, professeur adjoint au département « Community Health Service » de l'université de Calgary (Canada), déclare que le capacitisme (disableism ou ableism en anglais) est le « compagnon » du validisme (Ableism) :

« Dans sa forme générale, le validisme est un ensemble de croyances, de processus et de pratiques qui, en fonction de ses propres capacités, crée une façon particulière de comprendre le soi, le corps et les relations avec les congénères, les autres espèces et son propre environnement, et inclut la perception par les autres. La capacité d'action est basée sur une préférence pour certaines capacités qui sont considérées comme essentielles, alors que dans le même temps, la déviation ou l'absence réelle ou perçue de ces capacités essentielles est qualifiée d'état d'infériorité, ce qui conduit souvent au « capacitisme » qui l'accompagne, à un comportement discriminatoire, oppressif ou offensant qui découle de la croyance que les personnes dépourvues de ces capacités « essentielles » sont inférieures aux autres. »

Fiona Campbell fait également la distinction entre validisme et capacitisme. Selon elle, le capacitisme est traditionnellement au centre des recherches dans le domaine des études sur le handicap. Le capacitisme favorise le traitement inégal des personnes (physiquement) handicapées par rapport aux personnes non handicapées. Il marque les handicapés (éloignés) comme les autres et travaille dans la perspective des non-handicapés.
Ou encore la définition issu d'un article d'Autonomie de Classe :

« On en vient alors à définir ce qu'est le capacitisme (ou le validisme). Comme le dit la professeure Véronique Leduc « le capacitisme est un système d'oppression et d'exclusion des personnes [ayant des incapacités] ».
Le capacitisme comme oppression systémique imprègne l'ensemble de la société et socialise les personnes considérées comme « valides » à être validistes, et les personnes handicapées à intérioriser elles-mêmes des formes de validisme. Le capacitisme marginalise et stigmatise les personnes ayant des incapacités. Il isole ces personnes en les enfermant dans des institutions (comme : les Instituts d'éducation motrice, les ESAT, etc.), il les surmédicalise en promulguant l'idéologie selon laquelle les corps considérés comme « anormaux » devraient être redressés pour correspondre le plus possible aux « normes valides » et cela même lorsqu'il ne s'agit pas d'une question vitale. Le capacitisme considère les personnes avec des incapacités comme inférieures, nous socialisant ainsi à les infantiliser toute leur vie et les considérer comme dépendantes, non désirables (socialement comme sexuellement). Le capacitisme est une idéologie qui opprime et tue des êtres humain·x·es, dans une logique capitaliste puisqu'iels sont considéré·x·es comme non-rentables et donc négligeables, voire inutiles. Le capacitisme poussé à son paroxysme peut mener à l'eugénisme. Et c'est pour toutes ces raisons qu'il faut absolument se révolter et lutter contre lui !" »

## Conséquences sur la société
Le capacitisme conduit à des préjugés sociaux, à la discrimination et à l'oppression des personnes handicapées, car elle influence la législation, les politiques et les pratiques. Les préjugés capacitistes sont à l'origine de pratiques discriminatoires, telles que la stérilisation des filles et des femmes handicapées, la ségrégation, l'institutionnalisation et la privation de liberté des personnes handicapées dans des établissements spécialisés et le recours à la coercition sur la base du « besoin de traitement » ou du « risque pour soi-même ou pour autrui », le refus de la capacité juridique en fonction de la capacité mentale, le refus de traitement en fonction du handicap, ou l'absence de prise en compte des coûts supplémentaires de la vie avec un handicap.
Discrimination "salaire en ESAT"

« ESAT (ancien: CAT) - Le travailleur en ESAT n'est pas considéré comme salarié, il n'est donc pas lié à l'entreprise par un contrat de travail. Il a un statut d'« usager du secteur médico-social » et "bénéficie" d'un contrat de soutien et d'aide par le travail. Ainsi, les travailleurs handicapés qui exercent une activité professionnelle à temps plein en ESAT perçoivent une Rémunération Garantie dont le montant est compris entre 55 % et 110 % du SMIC, soit entre 4,79 € et 9,58 € de l'heure. Beaucoup ne perçoivent que 55 %. Ils peuvent en fonction de leur rémunération percevoir partiellement leur AAH et l'APL (en logement autonome). Dans les faits qu'ils travaillent ou non, il n'y a pas beaucoup d'écart. »

### Lien avec le mouvement eugéniste
Le mouvement eugéniste est né et s'est développé sur la base des préjugés capacitistes à la fin du XIXe et au début du XXe siècle. Selon cette approche, des milliers de personnes handicapées, dont des enfants, ont été empêchées de se reproduire par des programmes de stérilisation forcée en Amérique du Nord et en Europe. En Allemagne, la pratique eugénique nazie a été responsable du meurtre d'environ 300 000 personnes handicapées considérées comme ayant « une vie indigne ».
Le roman Le Nain de Mendel, par Simon Mawer, traite du thème de la liberté reproductive des personnes handicapées, de l'avortement, et de l'eugénisme. Il est considéré comme exemplifiant le capacitisme.
Contrairement à d'autres atrocités liées à l'eugénisme au vingtième siècle, les conséquences du mouvement eugéniste et son impact sur la manière dont les sociétés continuent à percevoir le handicap sont restées longtemps confinées au milieu du handicap.

### Bioéthique
Une vision capacitiste du handicap conduit également à des pratiques coercitives. Si l'autonomie est une valeur centrale de la bioéthique, de nombreux groupes de personnes handicapées, comme les personnes handicapées mentales, les personnes handicapées psychosociales, les personnes atteintes de démence et les personnes autistes, sont régulièrement considérées comme « inaptes » à consentir à un traitement et sont donc soumises à des interventions médicales forcées et/ou involontaires, à des recherches et à des expérimentations visant à guérir ou à corriger leurs déficiences (et leurs conséquences). Ces pratiques comprennent, entre autres, la stérilisation, la contraception et l'avortement ; des interventions médicales invasives, douloureuses et/ou irréversibles ; l'électroconvulsivothérapie ; et l'administration de médicaments psychotropes.
De nombreuses interventions thérapeutiques qui s'inscrivent dans le cadre de normes de pratique médicale largement acceptées sont néanmoins controversées du point de vue du handicap. Par exemple, bien que les médicaments psychotropes soient aujourd'hui relativement courants, leur utilisation soulève diverses questions éthiques. Elles comprennent la médicalisation de la souffrance humaine et des problèmes sociaux ; la médication des comportements difficiles, en particulier chez les enfants ; les effets secondaires inconnus, notamment le suicide et les complications médicales ; l'obtention du consentement éclairé dans un contexte d'informations biaisées et de discrimination structurelle ; et les questions profondes d'identité, telles que le rôle de l'entente de voix, des visions et des expériences sensorielles similaires. Les interventions pharmaceutiques devenant de plus en plus sophistiquées (par exemple, les pilules « intelligentes »), il est nécessaire d'inclure la voix des personnes souffrant de handicaps psychosociaux elles-mêmes dans ces discussions éthiques. Les efforts de prévention des handicaps comprennent le recours au dépistage génétique prénatal et au diagnostic génétique préimplantatoire. Grâce aux progrès technologiques, ces options sont de plus en plus disponibles, ont lieu plus tôt et sont plus sûres et plus accessibles. L'effet cumulatif du choix individuel, de l'idéal de la progéniture parfaite et de la capacité de discernement, tant chez les cliniciens que dans la société en général, a entraîné une augmentation constante du nombre de futurs parents qui choisissent de ne pas avoir d'enfant handicapé. Dans certains pays à revenu élevé, les taux élevés de recours au dépistage ont déjà été associés à une réduction significative du nombre d'enfants nés avec certains handicaps congénitaux.
Du point de vue des droits des personnes handicapées, on craint que ces pratiques ne renforcent et ne valident socialement le message selon lequel les personnes handicapées n'auraient pas dû naître. Les cadres législatifs qui prolongent le délai d'un avortement légal (voir Interruption médicale de grossesse) ou, exceptionnellement, autorisent l'avortement en présence d'une déficience fœtale, aggravent ce message. En outre, comme la conséquence est la naissance d'un nombre plus restreint de personnes handicapées, certains craignent une réduction de la défense du handicap et du soutien social aux personnes handicapées. De plus, les politiques de santé et les lois sur l'avortement qui perpétuent des stéréotypes et une stigmatisation profondément ancrés à l'encontre des personnes handicapées sapent également l'autonomie et le choix des femmes en matière de reproduction. A cet égard, si la question de l'avortement sélectif en fonction du handicap requiert une plus grande attention, les solutions ne doivent pas compromettre le droit de toutes les femmes, y compris les femmes handicapées, de décider si elles veulent ou non poursuivre une grossesse. Comme l'ont montré les interventions contre les avortements sélectifs en fonction du sexe, les interdictions d'avortement et les restrictions à l'utilisation des technologies sont non seulement préjudiciables aux droits des femmes, mais aussi inefficaces. L'édition génétique désigne la « réparation » active des gènes associés à une déficience. Outre les diverses questions éthiques soulevées par cette technologie, notamment celles liées à la sécurité, au consentement, aux inégalités et aux mutations involontaires, les bioéthiciens et les militants des droits des personnes handicapées craignent qu'elle n'entraîne une diminution importante de la diversité en soi et une réduction des possibilités pour ceux qui sont considérés comme différents.

## Perceptions et manifestations

### Étiquetage
Elle se fonde par exemple sur la focalisation sur une différence. Cela s'accompagne souvent d'une péjoration des caractéristiques des personnes handicapées visées. Le discours n'est toutefois pas nécessairement péjoratif.
Plusieurs observateurs considèrent que ce sont les personnes ayant des troubles mentaux et dépendantes qui suscitent le plus de préjugés capacitistes. Ces personnes sont jugées a priori « folles », paresseuses, manquant d'humanité, dangereuses, imprévisibles, etc.

### Discrimination au travail
La prise en compte des handicaps invisibles dans le monde du travail est souvent défaillante et peut conduire à la discrimination des personnes concernées. En France, le dispositif de RQTH qui est censé prévenir ce type de situation n'est pas toujours efficace.

### Psychologie
Le psychologue existentiel Michael Schreiner, se définissant lui-même comme handicapé, explique que le capacitisme, même bien intentionné, est intrinsèquement lié au sentiment de mépris. Il en ressort qu'il est acceptable de reléguer les personnes handicapées dans des classes séparées, des ateliers protégés et des « maisons de soins » résidentielles séparées de la communauté, et que des professeurs, éducateurs (y compris parents), chercheurs, ou travailleurs sociaux dans le domaine du handicap peuvent faire preuve de mépris même en tentant d'aider ou de remplir leur rôle.
Le mépris est vu comme l'émotion humaine la plus propre à entraîner une relation fondée sur la maltraitance, ce qui entraîne l'impossibilité d'aider réellement la personne handicapée, ainsi qu'une potentielle dégradation de la personne croyant fournir de l'aide.

### Lutte contre le validisme
Le modèle du handicap fondé sur les droits de l'homme a été cité comme constituant un cadre utile pour remettre en question le capacitisme.
En 2023, Kristen Bottema-Beutel et son équipe concluent dans un article que l'opposition entre le mouvement anti-capacitiste et le monde de la recherche relève d'une « fausse dichotomie » ; ces chercheurs citent à l'appui de leur propos « plusieurs pistes de recherche sur l'autisme qui ont été présentées comme des avancées scientifiques, mais qui ont finalement été démenties ou dont la valeur explicative s'est avérée bien moindre que ce qui avait été initialement proposé », dans des domaines aussi variés que l'étiologie de l'autisme, la nature de l'autisme et des caractéristiques autistiques, et l'intervention auprès des personnes autistes. Ils soutiennent que ces fausses pistes ont pour point commun l'influence d'hypothèses capacitistes au sujet de l'autisme sur le point de vue des chercheurs. Ils notent que le capacitisme « continue d'exercer une influence sur la vie des personnes autistes, notamment sur la disponibilité des services, les discours sur l'autisme et les conceptualisations socioculturelles ».

### Allégations de validisme chez des défenseurs des droits des animaux
Peter Singer, auteur de La Libération animale, a été dénoncé pour ses thèses selon lesquelles la valeur de la vie de personnes handicapées serait, d'un point de vue utilitariste, inférieure à celle de la vie de certains animaux. Ses arguments se basent sur la capacité cognitive, la souffrance et la qualité de vie,.

### Le récit du super-handicapé
Le super-handicapé (en anglais supercrip) correspond au récit de l'histoire de personnes souffrant d'un handicap apparent, mais capable de « surmonter » leurs différences physiques et d'accomplir des tâches impressionnantes.
Dans l'article de Thomas Hehir intitulé Eliminating Ableism in Education (éliminer le validisme en éducation), publié dans la Harvard Educational Review, l'auteur emploie l'exemple d'un aveugle qui escalade le Mont Everest comme exemple de récit du super-handicapé. Les Jeux paralympiques sont un autre exemple du stéréotype de l'infirme, car ils suscitent une grande attention de la part des médias et montrent des personnes handicapées effectuant des tâches physiques extrêmement difficiles,. Bien qu'à première vue, cela puisse sembler inspirant, Hehir explique que de nombreuses personnes handicapées peuvent considérer ces reportages comme fixant des attentes irréalistes. De plus, Hehir mentionne que les reportages sur les super-handicapés impliquent que les personnes handicapées devraient surmonter leur handicap en accomplissant ces tâches impressionnantes pour être considérées comme égales et éviter la pitié des personnes non handicapées.
L'influence des médias sur la perception sociale du handicap (autistique par exemple) est un sujet d'étude en développement. Les récits de supercrip sont notamment présents dans diverses séries télévisées qui offrent parfois des représentations très idéalisées de personnes handicapées surmontant des défis extraordinaires. Ces médias modifient les attitudes publiques vis à vis du handicap, contribuant à une augmentation de l'engagement et de la sensibilisation, mais leur impact global sur les perceptions sociales reste incomplètement compris, de même que les effets sur les autistes ou handicapés qui peuvent souffrir de ne pas être en capacité de montrer les talents exceptionnels présentés par les médias.

## Intersection entre capacitisme et cisgenrisme
L'identité de genre chez les personnes handicapées est sous-étudiée, surtout au-delà des catégories binaires, ce qui contribue à des lacunes de diagnostic et de traitement, et à des risques accrus en santé. La question du genre (ou d'un genre spécifique) et celle du masculinisme peuvent en outre interférer avec les effets du capacitisme ; Alexandre Baril note que l'expérience de personnes trans handicapés, ou des jeunes trans handicapés, est restée longtemps inexplorée par la littérature scientifique, francophone notamment, mais que depuis les années 2010, la Recherche commence à s'intéresser aux intersections entre transidentité et handicaps (autrement dit : entre cissexisme, cisgenrisme et capacitisme),,. Ce sujet est un enjeu de santé publique, car un pourcentage important de personnes trans vivent aussi avec des handicaps, des maladies chroniques ou sont concernés par le trouble du spectre autistique (ainsi environ 50% des personnes trans en Amérique du Nord ont un handicap selon Davidson (2015), et une étude quantitative faite auprès de plus de 27 000 personnes trans, a conclu que 39 % d'entre elles vivent avec un ou plusieurs handicaps ou maladies chroniques (James et al., 2016), ; au Canada elles sont  55 % selon Bauer et al., 2012, 10)4) ; il est donc urgent de mieux comprendre leur expérience d'une transidentité combinée au handicap, ainsi que l'oppression des personnes cisgenre et ses liens au capacitisme,,. Ces oppressions partagent au moins trois similarités : la pathologisation, la stigmatisation et la discrimination, qui se renforcent mutuellement, avec alors :
- des enjeux et risques accrus en termes de santé mentale, quand les forces du capacitisme et se cumulent à celles de la transphobie ; selon une étude récente : plus de 70 % des femmes transgenres vivant avec un handicap présentent un risque élevé pour la santé mentale, avec notamment une détresse psychologique et des pensées suicidaires, une situation qui invite à interférer l'approche intersectionnelle dans la recherche future et la pratique clinique[32] ;
- une tendance à faire de la transidentité confrontée aux normes cisgenres, une Source de vulnérabilité ou de "débilitation", et un obstacle de plus à la réalisation de l'identité de genre (et inversement, l'identité de genre et le cisgenrisme peuvent être des facteurs de handicap). Appliquer des outils des études du handicap aux questions trans permettrait de démasquer la cisnormativité dans les mouvements pour les droits des personnes handicapées et de dénoncer le capacitisme au sein des mouvements trans, favorisant ainsi des alliances entre ces communautés[33],[26],[27] ; le manque de dialogue entre les études sur la masculinité, les études trans et les études sur le handicap, nuit à une bonne théorisation des intersections. Ceci manque est en partie dû à une perception de la transsexualité comme "transabilité" (désir d'acquérir un handicap), ce qui tend à rendre ces deux sujets mutuellement exclusifs. 
En outre, la nature fréquemment cisnormative des études sur le handicap (qui négligent les déficiences liées à la transition), et le capacitisme inhérent aux mouvements trans (manque de théorisation du handicap, d'accessibilité) ont entretenu ce hiatus ; Il est impératif de décentrer les perspectives cisgenres dans les études sur le handicap et les perspectives valides dans les études trans ;
- un mauvais accès aux soins et infrastructures de santé pour les personnes trans handicapées, confrontées à de multiples forces et voies de marginalisation, qui entraînent des besoins de soins de santé non satisfaits[34], or on sait que les adultes transgenres présentent une probabilité plus élevée de déclarer un handicap par rapport à leurs pairs cisgenres (parfois près du double du taux à divers âges)[31].

## Législation

### Canada

#### Ontario
Des mesures anti-capacitistes sont entrées dans la législation de l'Ontario par l'intermédiaire de la Commission sur les droits de l'homme de l'Ontario.
Ceci s'applique dans les situations suivantes :
- Lors de la réception de biens, de services et de l'utilisation d'installations. Les services peuvent comprendre des services privés ou publics, notamment les assurances, les écoles, les restaurants, la police, les soins de santé, les centres commerciaux, etc[35].
- Dans le domaine du logement, y compris les logements locatifs privés, les logements coopératifs, les logements sociaux et les logements accompagnés ou assistés.
- Lors de la conclusion de contrats avec d'autres personnes, y compris l'offre, l'acceptation, le prix ou même le rejet d'un contrat[35].
- Dans le domaine de l'emploi, y compris le travail à temps plein et à temps partiel, le bénévolat, les stages d'étudiants, les programmes d'emploi spéciaux, l'emploi à l'essai et le travail temporaire ou contractuel[35].
- Lors de l'adhésion ou de l'appartenance à un syndicat, une association professionnelle ou une autre association professionnelle. Cela s'applique à l'adhésion à des syndicats et à des professions autonomes, y compris les conditions d'adhésion, etc[35].

#### Québec
En droit québécois, la discrimination en fonction du handicap est l'un des motifs de discrimination de l'article 10 de la Charte québécoise. Pour que la disposition soit efficace, il faut la combiner avec une autre disposition de la Charte car l'article protège l'égalité dans l'exercice des droits plutôt que l'égalité en tant que telle.

### Suisse
En Suisse, la Constitution fédérale garantit que (article 8) :
1. Tous les êtres humains sont égaux devant la loi.
2. Nul ne doit subir de discrimination du fait notamment de son origine, de sa race, de son sexe, de son âge, de sa langue, de sa situation sociale, de son mode de vie, de ses convictions religieuses, philosophiques ou politiques ni du fait d'une déficience corporelle, mentale ou psychique.
3. L'homme et la femme sont égaux en droit. La loi pourvoit à l'égalité de droit et de fait, en particulier dans les domaines de la famille, de la formation et du travail. L'homme et la femme ont droit à un salaire égal pour un travail de valeur égale.
4. La loi prévoit des mesures en vue d'éliminer les inégalités qui frappent les personnes handicapées.

## Emploi d'un lexique de la domination par des associations militantes
L'association Handi-social, fondée par Odile Maurin en 2001 à Toulouse, emploie le terme de validisme afin de désigner le système de normes et de valeurs qui organise la société autour de la figure de la personne valide, notamment sous l'impulsion d'Elisa Rojas du CLHEE. Le terme est employé afin de nommer puis de dénoncer un ensemble de discriminations, montrant que la personne handicapée est marginalisée et exclue de l'espace public, mettant en avant une domination et une ségrégation des corps (voir Biopolitique).

### Articles de presse
- [Weill 2018] Thomas Weill, « Le « validisme », une façon de rejeter les personnes handicapées sans s'en rendre compte : Les personnes handicapées souffrent du validisme, des discriminations du fait de leur handicap… », 20 Minutes,‎ 18 novembre 2018.
- [Larcade 2020] Flavien Larcade, « Le « validisme », une oppression méconnue », Politis, no 1595,‎ 19 mars 2020, p. 20-21.
- Marc-Olivier Bherer, « Le validisme, une analyse des rapports sociaux par le prisme du handicap », Le Monde,‎ 1er décembre 2021 (lire en ligne).
- Mélina Germes, « Handicap et féminisme : luttes contre le validisme », Ballast,‎ 10 décembre 2021 (lire en ligne).
- Adrien Primerano, « L'émergence des concepts de “capacitisme” et de “validisme” dans l'espace francophone », Alter: European Journal of Disability Research,‎ 2022, p. 43-58 (lire en ligne).